# Городецька сільська рада (Тюльганський район)
Городе́цька сільська рада (рос. Городецкий сельский совет) — сільське поселення у складі Тюльганського району Оренбурзької області Росії.
Адміністративний центр — село Городки.

## Населення
Населення — 564 особи (2019; 705 в 2010, 917 у 2002).

## Склад
До складу сільської ради входять:
| Населений пункт      | Населення, осіб (2002) | Населення, осіб (2010) |
| -------------------- | ---------------------- | ---------------------- |
| Городки, село        | 748                    | 585                    |
| Новосергієвка, хутір | 148                    | 120                    |
| Совєтський, хутір    | 21                     | 0                      |